# 리틀빅 히어로
《리틀빅 히어로》는 tvN에서 매주 월요일 저녁 6시 55분 방송되는 다큐멘터리 프로그램이다.
tvN의 유일한 다큐멘터리로 2012년 8월 짧은 분량으로 첫 방송한 후, 2014년 2월25일부터 한 시간여 분량의 형식으로 남몰래 선행을 실천하는 이웃을 찾아 소개하고 있다.

## 제작진
- 책임 프로듀서 이상록
- 메인 프로듀서 임세빈
- 메인 작가 구소영

## 에피소드 목록
리틀빅 히어로의 에피소드 목록